# Мбаке
Mбаке (Mbàkke на волоф) е град в централен Сенегал, разположен на 190 км източно от Дакар. Той е столица на административен департамент в регион Диурбел. Заедно с близкия град Туба, Мбаке образува градска агломерация, чието население в момента възлиза на около 500 000 души, което го прави втората по големина агломерация в Сенегал. Свързан е с Дакар и Туба чрез път N3.

## История
Мбаке, известен също като Mбаке-Баол, е основан в рядко населената пустиня на Източен Баол през 1796 г. от Mаме Mарам Мохамед ал-Кхари (ум. 1802), прадядо на Чейх Aхамдои Бамба Mбаке. Маме Марам беше известен мюсюлмански юрисконсулт. Той получи земя, за да установи Мбаке от краля на Баол, Амари Нгоне Ндела Фол, който също беше крал на съседния Кайор.
През първата половина на 19-ти век Мбаке е известен център на ислямското обучение. Той е унищожен от Маба Диаху, джихадиста Тиджани от Рип, през 1865 г. и семейство Мбаке, включително младия Ахмаду Бамба, е принудено да се присъедини към двора на Маба в Ниоро.
Шейх Ахмаду Бамба се завръща в Мбаке през 1884 г., когато започва духовната си кариера. Поради натиска на нарастващите последователи на учениците, Бамба скоро се отдалечава от града, установявайки се първо в Дару Салам (сега предградие на Мбаке), а след това в Туба, на осем километра (5 мили) по-нататък на североизток.
Отклонение на железопътната линия Дакар-Нигер е построена до Мбаке през 1931 г., в който момент френските колониални власти създават квартал „ескале“ до гарата. Разнообразие от фирми: търговци на едро и търговци, след това отвори магазин. През 1952 г. Мбаке е издигнат в ранг на „комуна“ (еквивалент на ограничен статут на общината) и през 1958 г. става седалище на административно подразделение (по-късно наречено „департамент“). Населението му по това време е около 7000 души.
Феноменалният растеж на близкия Tуба започна да оказва влияние върху събитията в Mбаке през 70-те години на миналия век. Много от неговите търговски заведения, включително банкови клонове, се преместиха в автономния свещен град Муридес, където данъчното облагане и недвижимите имоти са по-благоприятни. Въпреки това, тъй като Mбаке се намира отвъд свещените райони на Туба, той изпълнява определени спомагателни функции, като публична администрация и светски развлечения, забранени в този свещен град.

## Население
| година    | 1958  | 1988   | 1997   | 2001   | 2002   | 2013   |
| --------- | ----- | ------ | ------ | ------ | ------ | ------ |
| население | 7 000 | 38 847 | 51 859 | 64 824 | 51 124 | 60 694 |

В Мбаке има джамии, училища, бензиностанции, всякакви типове магазини, рсторанти, хотели, болница и стадион.